# San José Chilapa
San José Chilapa är en ort i Mexiko.   Den ligger i kommunen Playa Vicente och delstaten Veracruz, i den sydöstra delen av landet, 400 km sydost om huvudstaden Mexico City. San José Chilapa ligger 53 meter över havet och antalet invånare är 155.
Terrängen runt San José Chilapa är platt. Runt San José Chilapa är det ganska glesbefolkat, med 24 invånare per kvadratkilometer. Närmaste större samhälle är Playa Vicente, 5,9 km nordost om San José Chilapa. Omgivningarna runt San José Chilapa är en mosaik av jordbruksmark och naturlig växtlighet.